# Westland, Hà Lan
Westland (phát âmⓘ) là một đô thị ở phía tây Hà Lan, ở tỉnh Zuid-Holland. Đô thị này có diện tích 90,59 km² (trong đó 10,69 km² là mặt nước) và dân số là 97.270 người năm 2004.
Các thị xã và khu định cư: De Lier, 's-Gravenzande, Monster, Naaldwijk, Wateringen, Heenweg, Honselersdijk, Kwintsheul, Maasdijk, Poeldijk, và Ter Heijde.
Đô thị này được lập ngày 1 tháng 1 năm 2004 sau khi sáp nhập các đô thị De Lier, 's-Gravenzande, Monster, Naaldwijk và Wateringen. Đô thị này là nơi trồng và bán hoa với các công ty In Honselersdijk, FloraHolland. Kinh tế của đô thị này cũng dựa vào ngành du lịch.